# Ciclone Mala
A tempestade ciclônica extremamente severa Mala foi o ciclone tropical mais intenso da temporada de ciclones no Índico Norte de 2006. Sendo um ciclone tropical com intensidade equivalente a um furacão de categoria 4 na escala de furacões de Saffir-Simpson, a tempestade foi, naquele momento, o mais intenso ciclone nomeado a se formar no Golfo de Bengala, sendo superado no ano seguinte pelo ciclone Sidr. Mala atingiu a costa de Mianmar com ventos máximos sustentados de 185 km/h, causando danos severos e no mínimo 22 mortes. A pressão atmosférica central mínima foi de 954 mbar (hPa). O ciclone Mala foi o último ciclone a atingir Mianmar antes do devastador ciclone Nargis em 2008. O nome Mala significa um 'buquê de flores' tanto em sinhalês como em hindi.

## História meteorológica

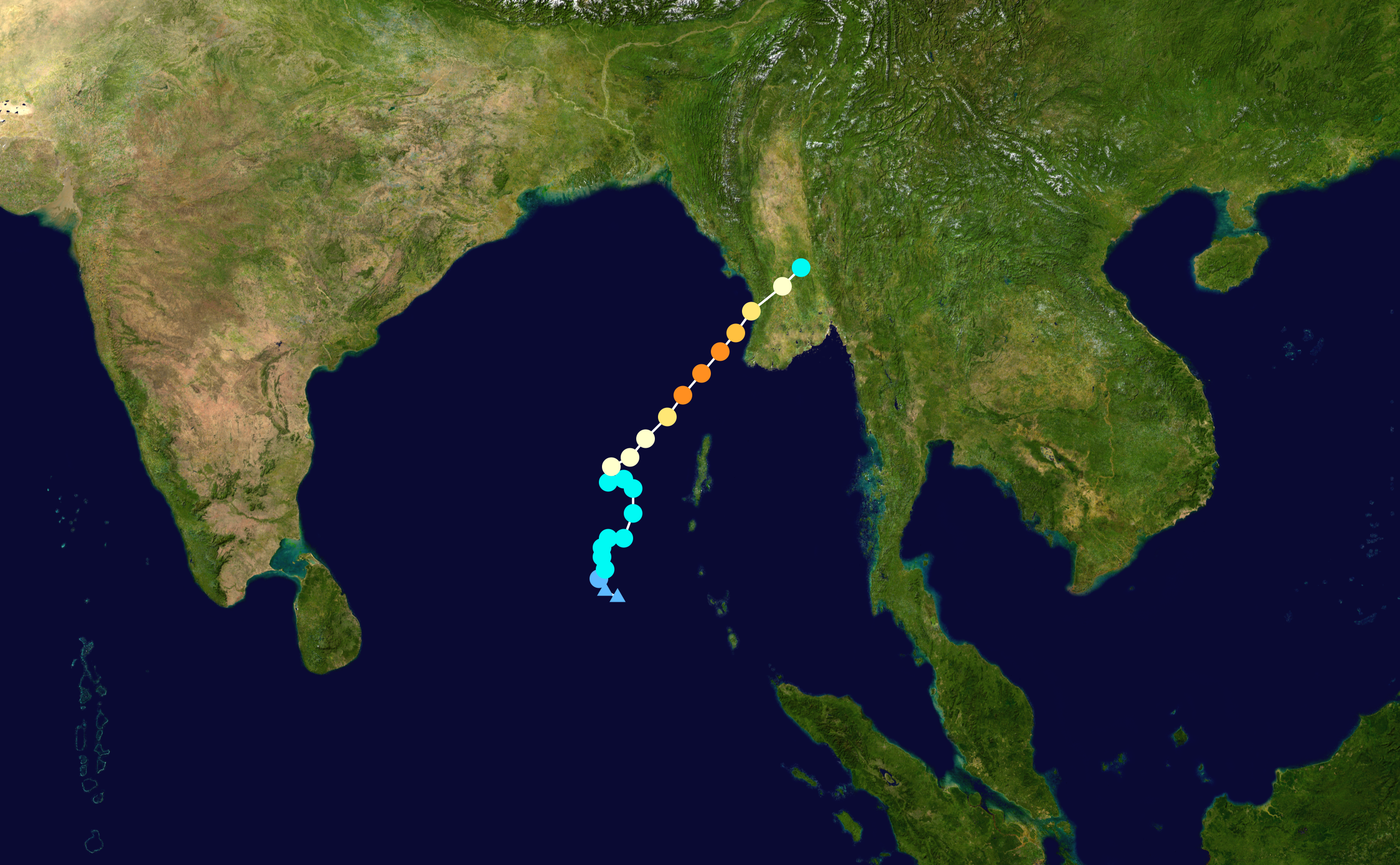
O caminho de Mala

Uma área de convecção persistia sobre o sul do Golfo de Bengala em meados de Abril de 2006. Uma circulação ciclônica de baixos níveis formou-se em associação com a área de convecção em 23 de Abril. Com fraco cisalhamento do vento de baixos níveis, novas áreas de convecção formaram-se em torno da circulação e consolidaram-se em torno do centro da circulação. A área de convecção continuou a se organizar e o Centro Meteorológico Regional Especializado (CMRE) de Nova Delhi, Índia, classificou o sistema como uma depressão profunda em 25 de Abril. A depressão profunda deslocou-se para noroeste e intensificou-se para uma tempestade ciclônica mais tarde naquele dia.
As correntes de vento foram inicialmente fracas e, devido ao cisalhamento moderado do vento sudeste, Mala permaneceu como uma tempestade ciclônica. Após seguir para o norte, um cavado de baixa pressão causou à tempestade a acelerar para nordeste. O cisalhamento do vento diminuiu e contínuas condições favoráveis permitiram a Mala a se intensificar para uma tempestade ciclônica intensa em 27 de Abril. Os fluxos externos ficaram mais bem definidos assim que uma parede do olho contraiu-se e em 28 de Abril, Mala intensificou-se rapidamente numa tempestade ciclônica muito intensa, com ventos máximos sustentados de 185–205 km/h e uma pressão central mínima de 954 hPa. O ciclone começou a se enfraquecer pouco depois de atingir o pico de intensidade e atingiu Gwa, uma cidade a cerca de 190 km a noroeste de Yangon, no estado de Rakhine, Mianmar. A tempestade enfraqueceu-=se rapidamente sobre terra e rapidamente se dissipou.

## Preparativos
Como preparativo para a chegada da tempestade, as autoridades de Mianmar retiraram cerca de 50.000 pessoas da costa. Avisos de tempestade foram declarados três dias antes da chegada de Mala através do sistema de rádio de Mianmar.
Bangladesh emitiu avisos de tempestade para a porção sul do país, embora um impacto direto nunca tivesse sido prevista. 34.000 membros da Sociedade da Crescente Vermelha de Bangladesh foram postos em alerta como preparativo para a possível chegada da tempestade. Além disso, centenas de pescadores retornaram à costa após os avisos de tempestade serem declarados.
Também, o Departamento Meteorológico da Tailândia avisou aos cidadãos sobre a ameaça de enchentes severas em 8 províncias no noroeste do país.
A Agência Meteorológica da China também alertou sobre a possibilidade das bandas externas do ciclone de atingirem a província de Yunnan ainda em 27 de Abril. Dois dias depois, os meteorologistas chineses esperavam tempo chuvoso sobre a província de Yunnan, assim como tempestades para a parte sul da província.

## Impactos

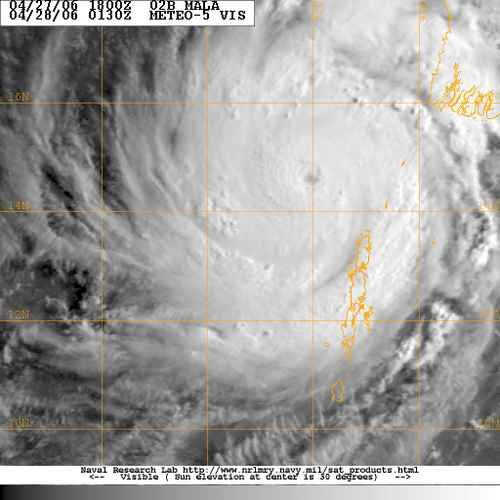
A tempestade ciclônica extremamente intensa Mala sobre o Golfo de Bengala

Antes de fazer o desembarque, Mala gerou ondas fortes que atingiram praticamente toda a costa de Mianmar. Na área atingida pelo ciclone, 88 residências foram completamente destruídas, enquanto outras 1.246 foram danificadas em algum grau. 75% de toda a infraestrutura da cidade de Gwa foram danificadas. Na cidade, um mosteiro, duas escolas e um centro de meditação foram usados como abrigos temporários. Em toda a costa de Mianmar, quatro pessoas morreram. Além disso, a ilha de Haingyi, ao largo da costa de Mianmar, também teve danos.
As chuvas fortes no norte de Ayeyarwady mataram dezoito pessoas e deixaram quatorze desaparecidos. A área mais afetada por Mala foi a cidade de Yangon. Lá, os fortes ventos destelharam várias residências, sendo que mais de 150 prédios ficaram danificados. As áreas industriais também sofreram danos severos. Lá, duas fábricas foram destruídas, enquanto que os fortes ventos estilhaçaram as janelas em vários prédios. Os ventos também derrubaram vários postes, deixando muitas pessoas sem eletricidade. As chuvas fortes deixaram o centro de Yangon inundado, sendo que a o nível da água passou de 1 metro. Em todo o Mianmar, o ciclone matou 22 pessoas e causou danos a mais de 6.000 residências, 351 dois quais ficaram totalmente destruídos.